# Ekflikvinge
Ekflikvinge Ptilodon capucina är en fjärilsart som beskrevs av Carl von Linné 1758. Ekflikvinge ingår i släktet Ptilodon och familjen tandspinnare, Notodontidae. Arten är reproducerande i Sverige. Inga underarter finns listade.

## Bildgalleri

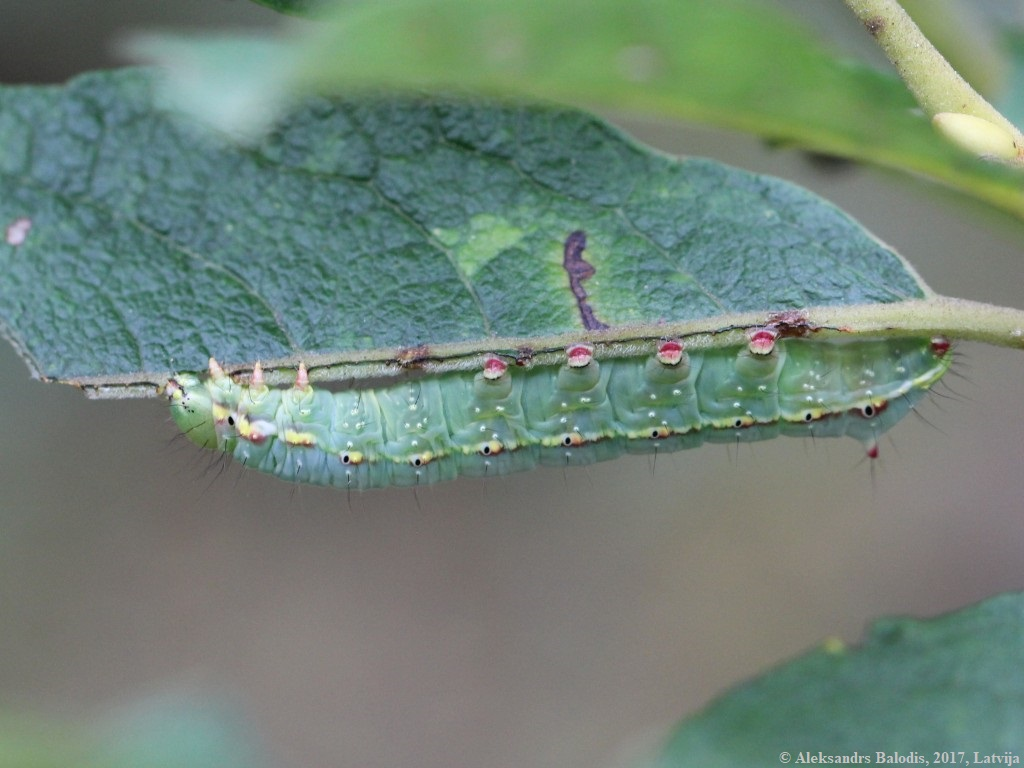
Fjärilens larv
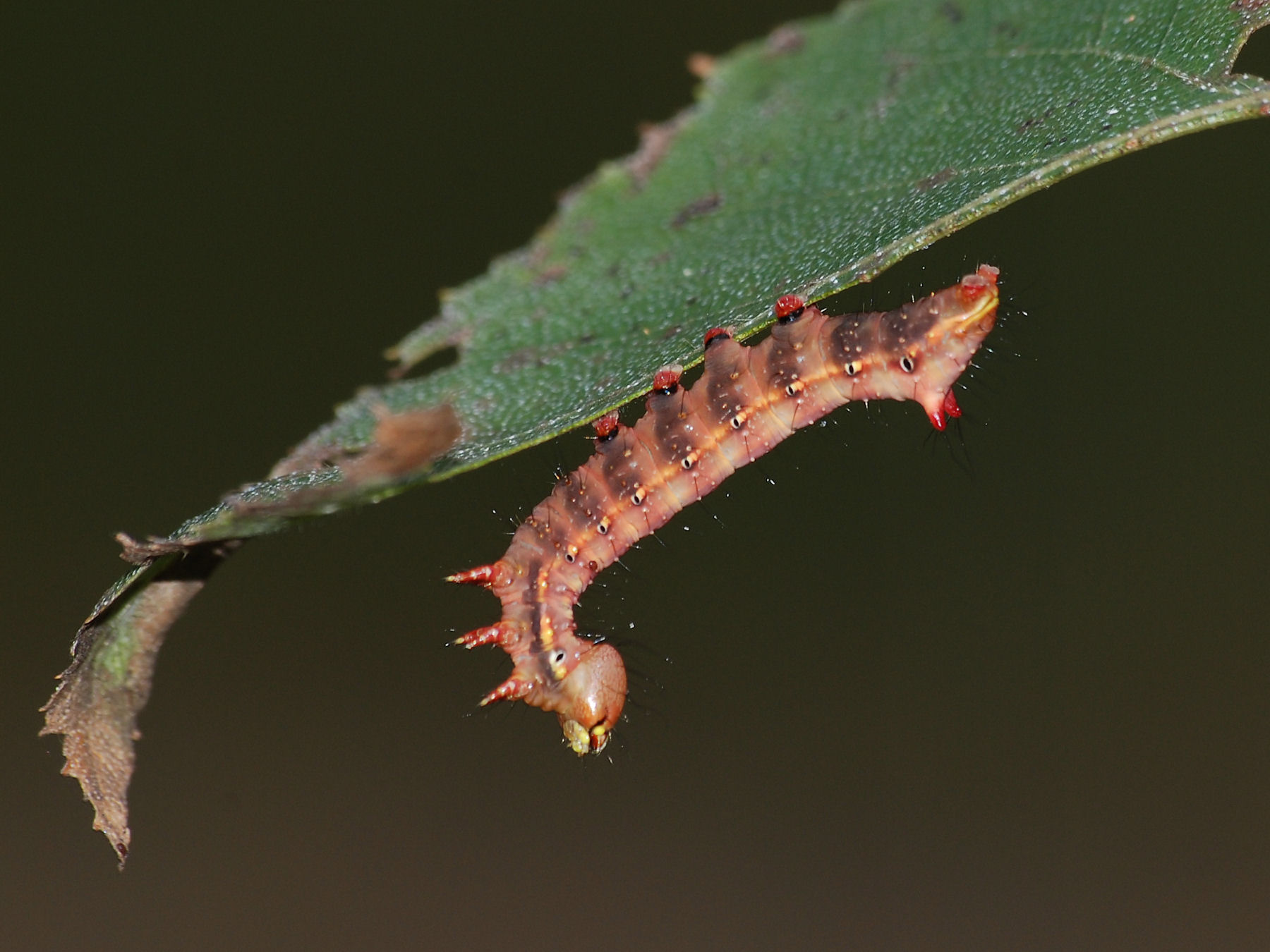
Fjärilens larv
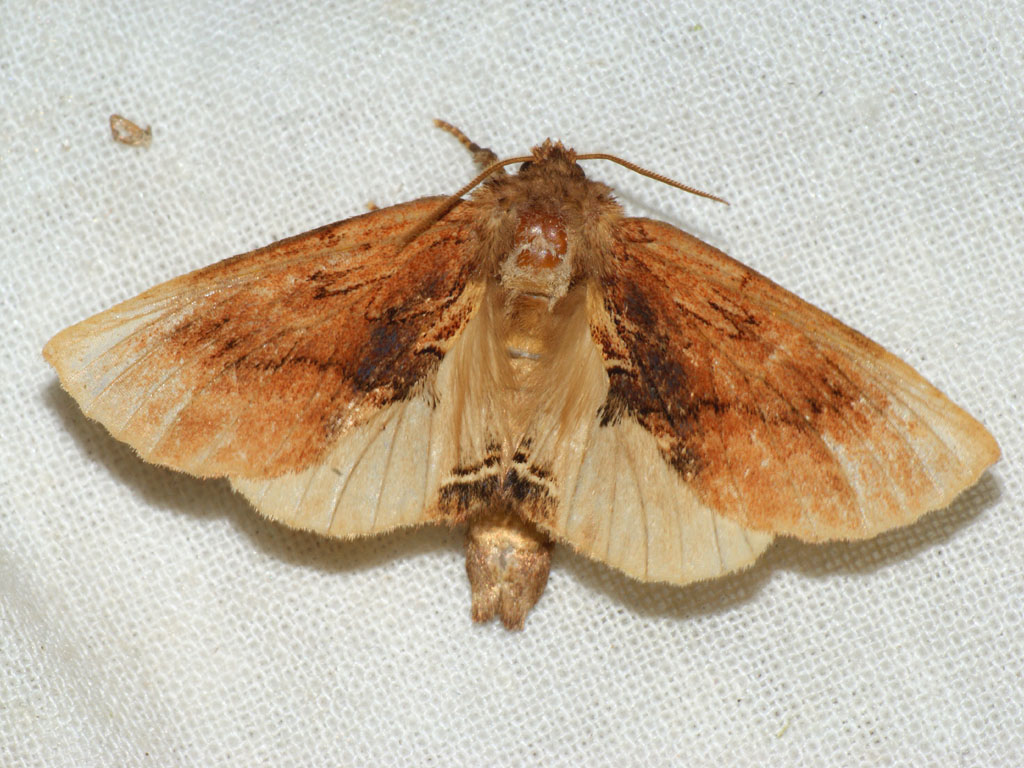
Imago fjäril
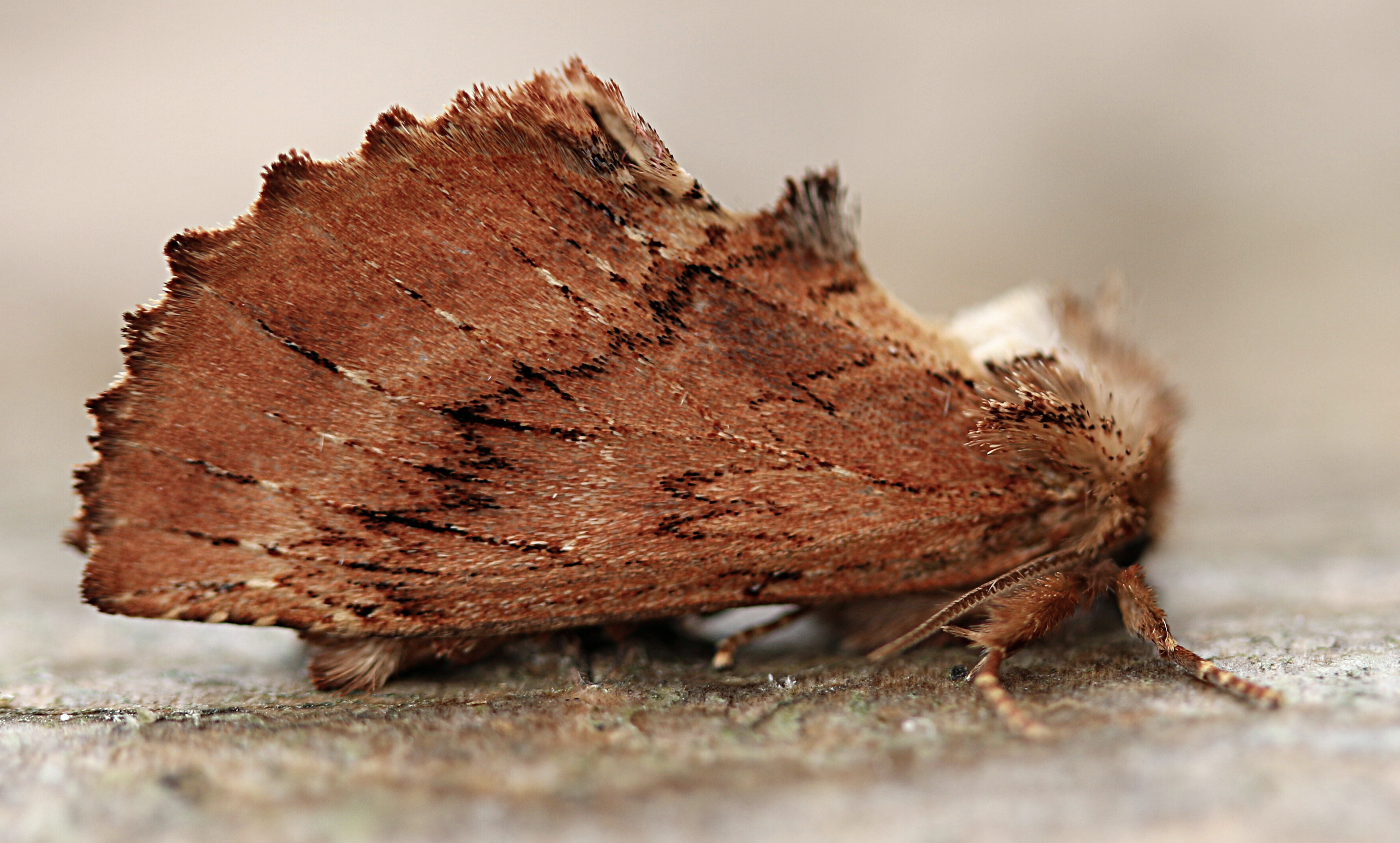
Imago fjäril